# Congrès national arménien (parti politique)
Pour les articles homonymes, voir Congrès national arménien et HAK.
Le Congrès national arménien (en arménien Հայ Ազգային Կոնգրես, Hay Azgayin Kongres, ՀԱԿ, HAK) est un parti politique fondé par l'ancien président arménien Levon Ter-Petrossian en 2008. Issu d'une coalition de treize partis politiques, il est situé dans l'opposition et compte, pour la législature 2012-2017, 7 députés à l'Assemblée nationale de la République d'Arménie.
Il est membre du parti de l'Alliance des démocrates et des libéraux pour l'Europe.

## Résultats électoraux

### Élections législatives
| Année | Députés          | Votes            | %                | Rang             | Gouvernement                             |
| ----- | ---------------- | ---------------- | ---------------- | ---------------- | ---------------------------------------- |
| 2012  | 7 / 131          | 7,10             | 106 901          | 3e               | Opposition                               |
| 2017  | 0 / 105          | 1,66             | 25 975           | 7e               | Extra-parlementaire : Pachinian I (2018) |
| 2018  | Ne participe pas | Ne participe pas | Ne participe pas | Ne participe pas | Ne participe pas                         |
| 2021  | 0 / 107          | 1,54             | 19 691           | 6e               | Extra-parlementaire                      |